# Éditions Labor
Les Éditions Labor sont l'une des principales maisons d'édition de Belgique. Elles éditent aussi bien des ouvrages de fiction que de sciences humaines, ainsi que des livres scolaires et des beaux-livres.

## Historique
Fondées en 1919 par un député permanent socialiste hennuyer, Labor s'est ensuite durablement installé à Bruxelles, pour revenir en 2005 à Charleroi, dans sa province d'origine.
Propriété des assurances La prévoyance sociale, elles-mêmes liées au mouvement socialiste, les Éditions Labor sont privatisées dans les années 1990. Elles se redéploient au début du XXIe siècle, autour de la collection Espace Nord.
La société a été reprise en 2005 par les associés Jean-Marc Dubray et Michel Dryon. Martine Baurain est la directrice des ressources humaines.
En 2007, des difficultés financières amènent les éditions Labor à demander le concordat. Le 28 septembre 2007, le tribunal de Charleroi divise le fonds de Labor en plusieurs lots : l'édition scolaire est vendue au groupe Averbode, la littérature à la société Tournesol Conseils (Luc Pire), la collection Divers est cédée aux Éditions Corporate Copyright (jugement du 14 décembre 2007) tandis que le fonds sciences humaines reste encore à attribuer.

## Activités
Dans les années 1980, le catalogue se répartit entre un important répertoire de sciences humaines (histoire, sciences politiques...) et des collections littéraires centrées sur des auteurs modernes ou des rééditions y compris en littérature de jeunesse.
La collection Espace Nord, qui à partir des années 1980, réédita les auteurs de la littérature belge francophone avec un apparat critique, et fut dirigée successivement par Jacques Dubois, Jean-Marie Klinkenberg et Daniel Blampain, devient rapidement le pivot des Éditions Labor. 
Jusqu'à sa liquidation en 2007, Labor était généralement reconnue comme la première maison belge en littérature, et la seconde toutes catégories confondues, se disputant généralement le haut du pavé avec Luc Pire, qui finira par reprendre son secteur littéraire. Ses deux collections littéraires, Espace Nord (poches) et Grand Espace Nord sont les plus riches du pays, et se sont agrandies par l'acquisition de l'ancienne maison historique belge Les Éperonniers, dont le fonds est devenu une collection. Une collection jeunesse (Zone J) et policière (Noir de Noir) sont également disponibles.
En matière de sciences-humaines, Labor dispose de collections Histoire, Sciences-politiques, Pédagogie (domaine de prédilection de Labor en raison de son implication dans l'édition scolaire pour la Communauté française de Belgique). La maison met en avant ses collections plus polémiques : Liberté j'écris ton nom (essais politiques régulièrement altermondialistes) et surtout Quartier Libre, où l'on trouve des ouvrages de philosophes anarchistes (Bakounine, Reclus, ...) et une série de titres sous la direction de Michel Onfray.
Le positionnement de Labor dans l'édition en France est basé sur son fonds historique littéraire et surtout l'aspect irrévérencieux de ses collections en sciences-humaines (altermondialisme, anarchisme, etc.), thèmes souvent exploités par de petites maisons. Signe de sa présence en France : Labor était la seule maison belge à disposer de son propre stand lors du Salon du livre de Paris en 2006.
Labor a connu un succès éditorial à la fin de 2006 avec le livre Bye-Bye Belgium de Philippe Dutilleul consacré à l'émission Tout ça (ne nous rendra pas la Belgique).

## Liste non exhaustive d'auteurs publiés chez Labor
- Manuel Abramowicz
- André-Marcel Adamek
- Nicolas Ancion
- Marc Angenot
- André Baillon
- Franz Bartelt
- Nabela Benaïssa
- Alain Bertrand
- Pierre Coran
- Alain Dantinne
- Charles De Coster
- Paul Emond
- Michel de Ghelderode
- Thomas Gunzig
- Nico Hirtt
- Patrick Lowie
- Paul Halter
- René Kalisky
- Marcellin La Garde
- Ariane Le Fort
- Malika Madi
- Maurice Maeterlinck
- Norge
- Pierre Mertens
- Michel Onfray
- Georges Rodenbach
- Jacques Sternberg
- Isabelle Wéry
- Michèle Fabien